# European Payments Initiative
L'European Payments Initiative (« initiative européenne pour les paiements », ou EPI), anciennement Pan-European Payments System Initiative (« initiative pour un système de paiement paneuropéen », ou PEPSI), est une initiative d'intégration des paiements de la Banque centrale européenne visant à créer un système de paiement et réseau interbancaire paneuropéen censé concurrencer les géants américains Mastercard et Visa, et in fine remplacer les systèmes nationaux comme le groupement des cartes bancaires CB français et le Girocard (de) allemand.
Le projet est soutenu par la Commission européenne et compte, en 2021, 31 banques européennes majeures, y compris les principales banques françaises, Deutsche Bank et Commerzbank en Allemagne, Santander Bank en Espagne et Intesa Sanpaolo en Italie.
Le système de paiement utilisera l'espace unique de paiement en euros (SEPA) instant credit transfer (SCT scheme) de manière à exploiter les infrastructures déjà existantes comme le système de transferts express automatisés transeuropéens à règlement brut en temps réel (TARGET) Instant Payment Settlement (TIPS) de l'Eurosystème.
Un changement majeur au projet est annoncé en mars 2022, abandonnant l'ambition principale de créer un schéma de paiement européen.

## Histoire

### Précédente tentative
L'Euro Alliance of Payment Schemes tente entre 2007 et 2013 de se doter de son propre réseau de cartes et de paiements interbancaires. Cette initiative est abandonnée en raison de l'ampleur des investissements nécessaires.

### Contexte interbancaire
L'European Payment Initiative (EPI) est un projet initié en juillet 2020 par 16 banques de cinq pays différents. Le projet vise à répondre à la fragmentation du marché européen basé sur des normes et des infrastructures de paiement nationales. En France, ces infrastructures sont établies par le Groupement des cartes bancaire, en Allemagne par Girocard (en), en Espagne par Bizum (es). Cette fragmentation rend indispensable la prédominance d'acteurs non européens, comme Visa et MasterCard. Le quasi-monopole dont jouissent ces acteurs entrave les acteurs économiques, dont les banques, en raison des commissions de paiement jugées élevées. L'objectif d'EPI est de se passer de ces intermédiaires efficaces, mais coûteux, en harmonisant les services bancaires nationaux vers un système de paiement paneuropéen.
Celui-ci représente un défi puisque qu'il doit à la fois déterminer les normes pour réaliser ses transactions, mais également offrir l'infrastructure technique tout en intégrant les nouvelles solutions de paiement (paiement par QR Code et paiement mobile).

### Contexte géopolitique
Le projet d'EPI est soutenu par les autorités européennes ainsi que les gouvernements de plusieurs pays soutiennent l'initiative bancaire, notamment du fait de la prise de conscience du caractère souverain des paiements. Spécifiquement, à la suite des sanctions de Washington prise de bloquer auprès de Visa et MasterCard, les moyens de paiement de dignitaires russes à la suite de l'annexion de la Crimée par la Russie en 2014.
Lors du retrait américain de l'accord de Vienne sur le nucléaire iranien de 2018. L'Europe souhaite rester dans cet accord, mais elle est menacée par le gouvernement de Donald Trump de blocage sur les transactions financières qui aurait pu contraindre Mastercard et Visa à couper l'accès à leurs réseaux aux banques européennes qui continuent de commercer avec l'Iran. Cette menace politique américaine, qui n'a toutefois pas été mise à exécution, conduit néanmoins l'Europe à fonder l'European Payments Initiative.

### Évolution
Les banques Argenta, Bank Van Breda, Beobank, Crelan et Banque VDK rejoignent début juillet 2025 l'EPI.

### Projet Wero
Paylib en France et Bizum en Espagne.

## Identités visuelles

Logo jusqu'en 2023.
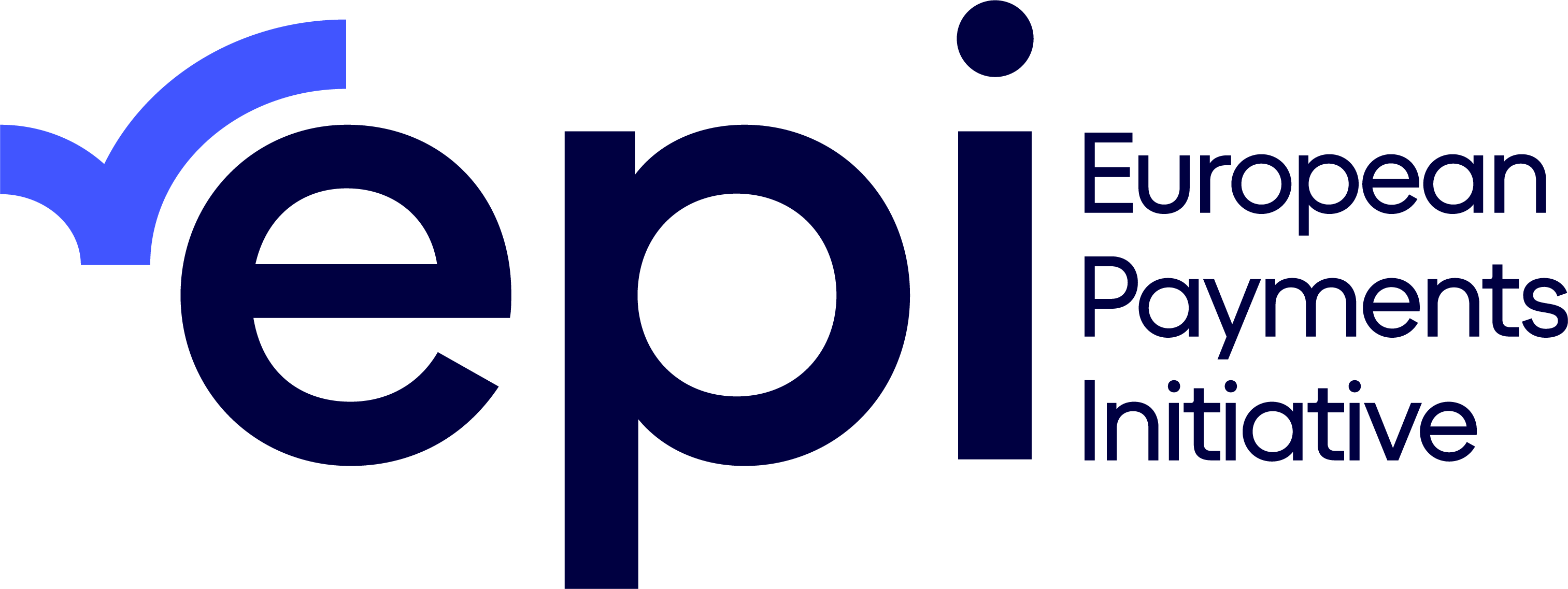
Logo à partir de mars 2023.